# Metrópole da Galícia
A Metrópole da Galícia (russo: Галицкая митрополия) foi uma província eclesiástica do Patriarcado de Constantinopla estabelecida em 1303 na Galícia no Reino da Galícia-Volínia. A Catedral da Assunção da Galícia tornou-se o templo central da metrópole.
Em contraste com a metrópole de Kiev (Grande Rússia), também era chamada de Metrópole da Pequena Rus' (Pequena Rússia).

## História
A criação da metrópole foi solicitada pelo Rei da Rutênia, Leão I da Galícia, depois que o metropolita de Kiev, Máximo, transferiu sua sede de Kiev para Vladimir. A carta de estabelecimento foi concedida após a morte do rei Leão pelo recém-eleito patriarca Atanásio I de Constantinopla, após a emissão de uma bula pelo imperador bizantino Andrônico II Paleólogo.
A metrópole consistia em cinco eparquias (sés sufragâneas), localizadas principalmente na Volínia: Vladimir de Volínia, Lutsk, Peremisl, Turov, Chelm. O metropolita Pedro foi consagrado como metropolita de Kiev, em vez de metropolita da Galícia e em 1320 mudou-se para Moscou. Após a morte do metropolita Gabriel, um período de crise começou na metrópole da Galícia, pois o metropolita de Kiev, Teognosto, queria se livrar da metrópole rival nas terras da Rus. Em 1337 o patriarca João XIV de Constantinopla aprovou a nomeação do metropolita da Galícia, Teodoro. Em 1347, com a ajuda do grão-duque de Moscou, Simeão, o metropolita de Kiev conseguiu convencer o imperador bizantino, João VI Cantacuzeno, para dissolver a metrópole de Galícia quando o Reino da Galiza-Volínia foi dilacerado entre a Lituânia e a Polônia nas Guerras da Galícia-Volínia. Todas as eparquias da metrópole da Galícia foram transferidas para a jurisdição da Metrópole da Lituânia-Volínia em 1355.
Pouco antes de sua morte e das guerras da Galícia-Volínia em curso, o rei da Polônia, Casimiro III, o Grande, reviveu a metrópole da Galícia por um curto período e o patriarca Filoteu I de Constantinopla consagrou o metropolita Antônio como o metropolita da Galícia com apenas três eparquias. Após a morte de Antônio, o rei da Polônia, Jogaila, tentou que o bispo de Lutsk, João, fosse consagrado como sucessor de Antônio, mas João não obteve a aprovação patriarcal.
Em 1458, as duas metrópoles de Kiev e Toda a Rússia e Galícia foram fundidas pelo patriarca de Constantinopla em uma, a Metrópole de Kiev, Galícia e Toda a Rússia.

## Estrutura

### Eparquias
- Eparquia da Galícia (metropolitana);
- Eparquia de Vladimir-Volínia;
- Eparquia de Lutsk;
- Eparquia de Peremisl;
- Eparquia de Turov;
- Eparquia de Chelm.

## Metropolitas

### Reino da Galícia-Volínia
- Nifonte (1303–1305)
- Pedro de Kiev (1305–1326) - Metropolita de Kiev e Toda a Rússia;
- Gabriel (1326–1329)
- Teodoro (1337–1347)

### Reino da Polônia
- Antônio (1370-1391) - Metropolita da Lituânia e Pequena Rússia.
  - João (1391-1401) - Bispo de Lutsk. Administrador Temporário.